# Typographie (technique d'impression)
La typographie est une technique d’impression sur différents supports, en premier lieu le papier, basée sur l’utilisation de caractères en relief, assemblés pour former des mots, la surface supérieure, qui porte le tracé de la lettre ou du signe (glyphe) étant enduite d’encre et recevant ensuite le papier : l’ensemble subit une forte pression sous une presse spéciale et l’encre est reportée sur le papier. Des techniques fondamentales ont d'abord été mises au point en Asie, par Bi Sheng (Chine de la dynastie Song) à partir du XIe siècle, puis en Corée, avec des encres à l'eau et imprimé manuellement (voir histoire de l'imprimerie). Johannes Gutenberg a amélioré ces techniques (il n'est pas démontré qu'il ait eu connaissance des techniques asiatiques) en utilisant une presse mécanique et d'encres grasses permettant un tracé plus fin et une précision plus régulière, ces techniques se sont améliorées au cours des siècles jusqu’au recul du procédé au milieu du XXe siècle.

## Définitions
Si le nom se réfère aux « types », c’est-à-dire aux caractères représentant des lettres, on peut de la même façon, et en combinant les deux, imprimer des dessins par l’intermédiaire de gravures sur bois et plus tard des clichés métalliques obtenus par photogravure : la technique d’impression reste de la typographie.
Aujourd’hui, le terme de typographie ne désigne plus que l’art et la manière de concevoir, dessiner, et composer des textes au moyen des différentes polices de caractères et de leurs différentes fontes, ainsi que les codes qui régissent leur emploi : usage des majuscules, de la ponctuation, des espaces, des abréviations, etc. Les textes étant par essence destinés à la communication, il s’est très vite avéré nécessaire d’adopter des usages communs pour permettre une lecture sans heurts.

## Histoire
L’histoire de la typographie est étroitement liée à l’histoire et à l’évolution de l’imprimerie, avec laquelle elle se confond.
Si l'impression de caractère existait depuis le début de l'imprimerie en Chine au VIIe siècle et est intimement liée à l'invention du papier, elle est restée fixée à l'ensemble de l'image, généralement xylographiée, pendant plusieurs siècles.
D'après les plus anciennes traces de caractères mobiles que nous avons aujourd'hui, ils seraient apparus au XIe siècle. Cette technique permit de conserver fidèlement les traditions culturelles en accélérant les procédés de mise en page des textes par la réutilisation des caractères, plutôt que de graver toute une planche à chaque page. L’inventeur chinois, Bi Sheng, employa dès 1040 des caractères mobiles en terre cuite.
Les caractères métalliques auraient vu le jour en Corée vers 1234, inventés par Choe Yun-ui. Le plus ancien exemplaire encore existant de livre imprimé à partir de caractères mobiles en métal date de 1377. Il s’agit du Jikji Simkyong, conservé à la Bibliothèque nationale de France.

Impression de billet de banque utilisant l'écriture chinoise Han et l'écriture mongole phagspa sous la dynastie Yuan, 1287.
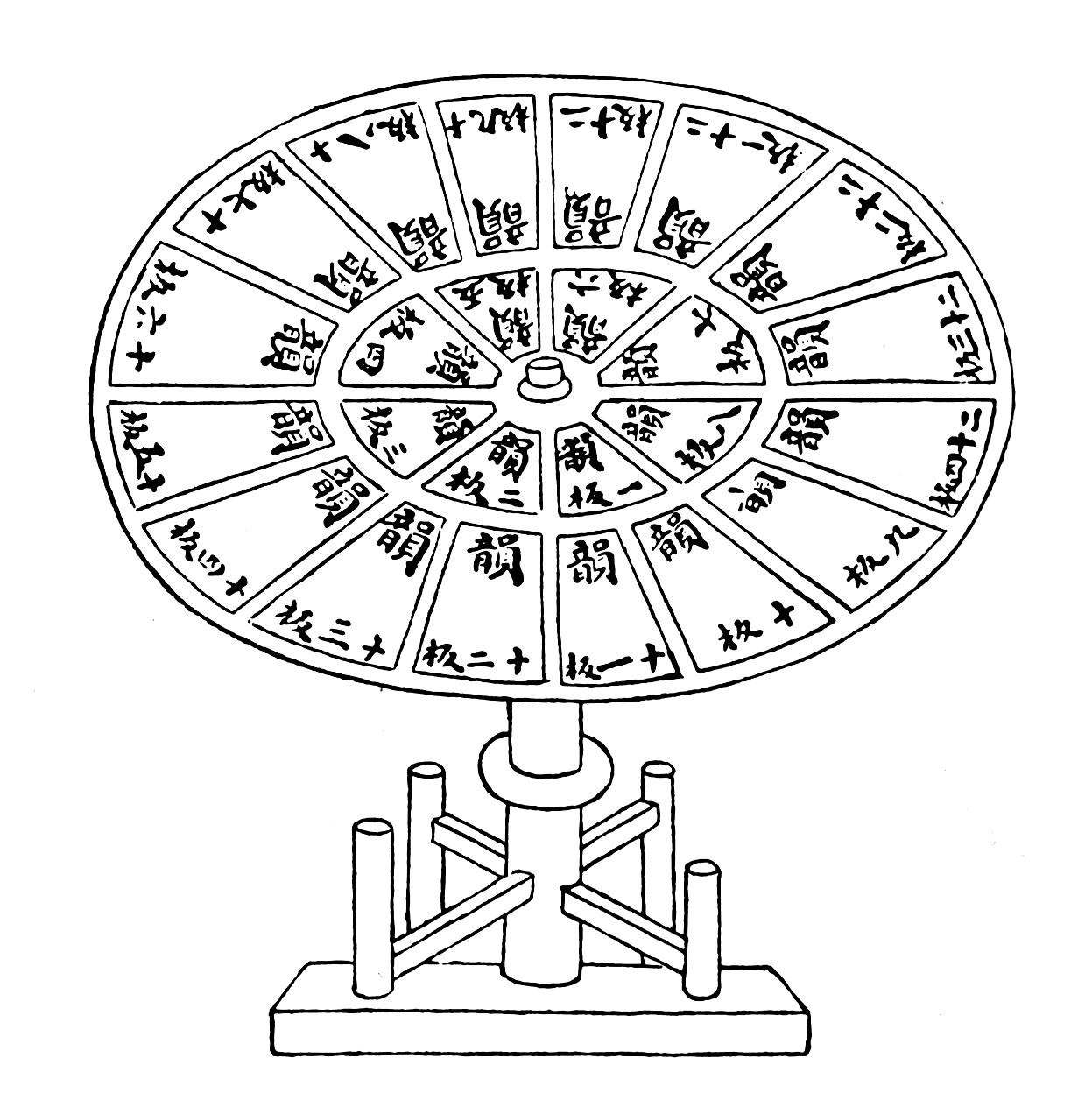
Système de caractères mobiles, dans le Livre d'agriculture de Wang Zhen (1313).
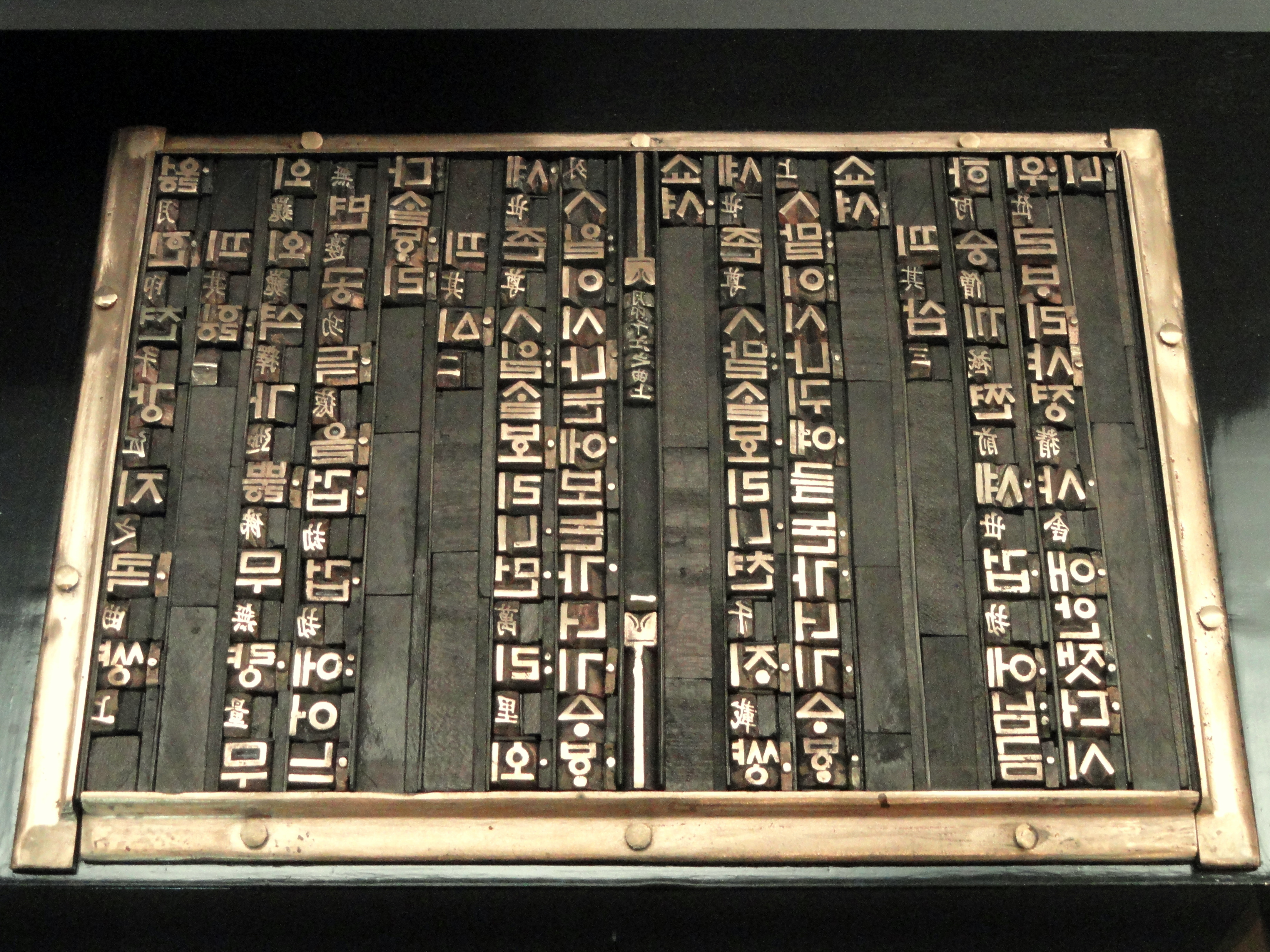
Cheon gang ji gok, caractères mobiles hangeul coréens et hanja (caractères chinois han en coréen) en bronze (1447).
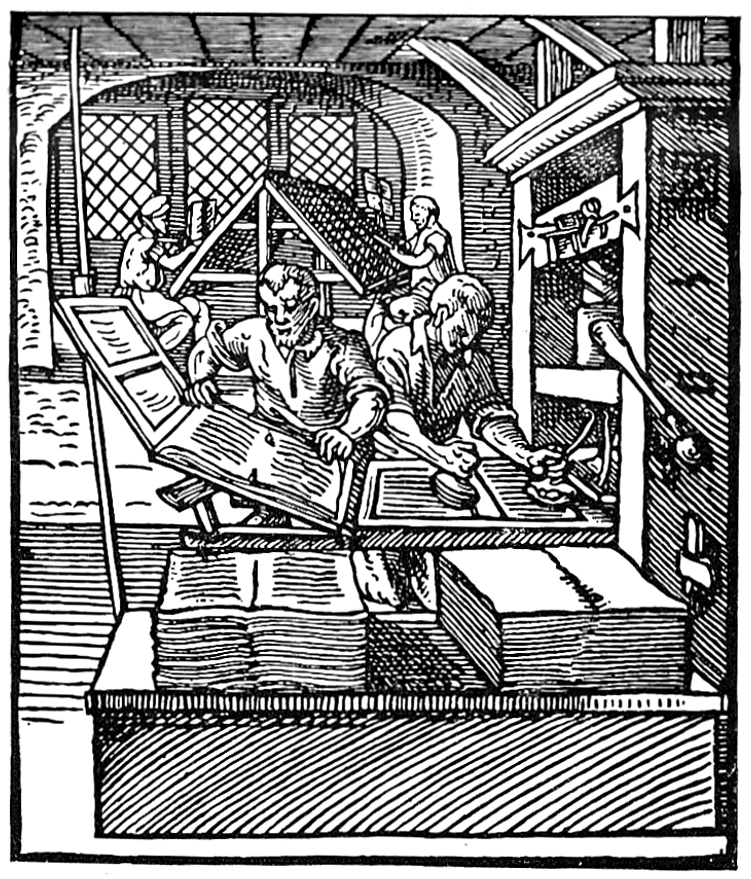
Atelier de typographie au XVIe siècle.

À partir de Gutenberg et de ses suiveurs, l’évolution continue en Europe, des améliorations techniques sont apportées, mais sans changement fondamental quant au principe déjà utilisé en Asie. C’est à partir du XIXe siècle que l’évolution s'accélère, avec le développement de la presse quotidienne et de la lecture en général. La composition manuelle cède place à la composition mécanisée, grâce à la Linotype et à la Monotype, les machines à imprimer produisent plus vite, avec l'introduction des rotatives. Dans la seconde moitié du XXe siècle, la typographie en tant que technique d’impression perd définitivement sa suprématie au profit de l’offset, mais la typographie comme création de dessin de caractères connaît un nouvel essor grâce aux techniques numériques.
Les typographes étaient des ouvriers sachant nécessairement lire et écrire (ce qui n’était pas toujours le cas dans d’autres métiers), et ils étaient souvent porteurs et propagateurs d’idées nouvelles, voire de mouvements sociaux. Les typographes furent les pionniers du mouvement ouvrier nord-américain. Le plus vieux syndicat québécois et canadien toujours existant est l’Union internationale des typos. Le premier député ouvrier canadien fut le typographe Alphonse-Télesphore Lépine.
En 2013, la typographie retrouve un regain d’intérêt sous son nom anglais de letterpress, qui met en avant les défauts traditionnels maintenant appréciés pour leur effet vintage : le foulage, creusement du papier sous l’effet de la pression sur les caractères en relief, désormais appelé « débossage », peut être accentué par l’utilisation de papiers très bouffants et même être réalisé avec un cliché spécial. Le débossage implique qu’on n’imprime que le recto du papier, réservant de fait cette technique à des petits tirages, et généralement de dimensions réduites. Le letterpress n’utilise plus les caractères en plomb traditionnels, qui nécessitaient le stockage d’un grand nombre de casses et le savoir-faire du typographe.
Les documents sont réalisés par informatique et transformés en clichés en relief en photopolymère. Les machines utilisées pour l’impression sont des presses typographiques anciennes, souvent des presses à platine, et l’impression souvent réalisée en trichromie (cyan, magenta, jaune), bien que toutes les couleurs indépendantes soient possibles.

## Caractères
Les premiers caractères mobiles utilisés en Corée et en Chine datent du XIe siècle, et étaient fabriqués en terre cuite, céramique, parfois en bois. L’impression était toujours réalisée à la main par frottage, sans utiliser de presse ; le matériau n’aurait en effet pas résisté à la forte pression exercée par la presse. Plus tard, les caractères sont fondus en bronze (voir Dynastie Song > Imprimerie à caractères mobiles et Choe Yun-ui). Les caractères en bronze se développent au début du XVe siècle en Corée, selon la technique des fabricants de monnaie.
Au moment où, en Europe, Gutenberg met au point son procédé, le roi de Corée promulgue officiellement en 1446 un nouvel alphabet, le hangeul, composé de 28 lettres, ce qui représente un énorme progrès sur les milliers d’idéogrammes de l’écriture chinoise. L’impression reste manuelle, les formes sont utilisées. En Europe, on utilisa le bois pour graver des pages entières de texte (xylographies). Gutenberg et ses associés mirent quant à eux au point des caractères mobiles fondus dans un alliage de plomb (80 %), d’antimoine (5 %) et d’étain (15 %), qu'ils utilisèrent dans leurs formes.
Les caractères typographiques sont réunis en catégories — à empattements (comme le Times New Roman), sans empattements (comme l’Helvetica), fantaisie, etc. —, puis en familles de caractères (garalde, humane, mécane, etc.) puis en polices (Helvetica, Caslon, Times New Roman, Arial), corps et graisses (gras, italique, etc.). Depuis l’ère de l’informatique, ce sont des polices numériques.
Parmi les créateurs de caractères célèbres, on compte : Claude Garamont (Garamond) ; John Baskerville ; Giambattista Bodoni ; Firmin Didot ; Hermann Zapf (Palatino, Optima, ITC Zapf Dingbats) ; Roger Excoffon (Mistral) ; Adrian Frutiger (Univers) ; Max Miedinger (Helvetica), Stanley Morison (Times New Roman) ; Herb Lubalin (ITC Avant Garde) ; Aldo Novarese (Eurostile, Elite).

### Taille du caractère typographique
À l’origine, les différentes tailles de caractères étaient désignées, de manière approximative, par des appellations diverses. En France : Parisienne (équivalent à un corps 5 actuel), Nompareille (6), Mignonne (7), Petit-texte (8), Gaillarde (9), Petit-romain (10), Philosophie (11), Cicéro (12), Saint-Augustin (14), Gros-texte (16), Gros-romain (18), Petit-parangon (20), Gros-parangon (22), Palestine (24), Petit-canon (28), Trismégiste (36), Gros-canon (44), Double-canon (56), Triple-canon (72), Grosse-nompareille (96).
Le besoin d’une standardisation se faisant sentir, il y eut plusieurs tentatives de « point typographique » : par Truchet, Fournier, et enfin Didot, qui finit par s’imposer. En France, l’unité est donc le point (0,376 mm, soit deux points « géométriques ») qui se convertit en « cicéros » (ou « douze », abrégé en « dz », parce qu’il vaut douze points). Le cicéro a été utilisé pour toutes les mesures tant qu’a duré l’impression en typographie, notamment dans la presse quotidienne. Toute composition, longueur, largeur, est un multiple de points. Par exemple, 20 cicéros valent 240 points, soit approximativement 9 cm.
Dans le domaine anglo-saxon, on emploie le point pica (environ 0,353 mm).
On retrouve encore ces points actuellement pour donner la dimension d’un caractère d’ordinateur. On dira alors du Times corps 24 (points).

## Composition

### Composition manuelle

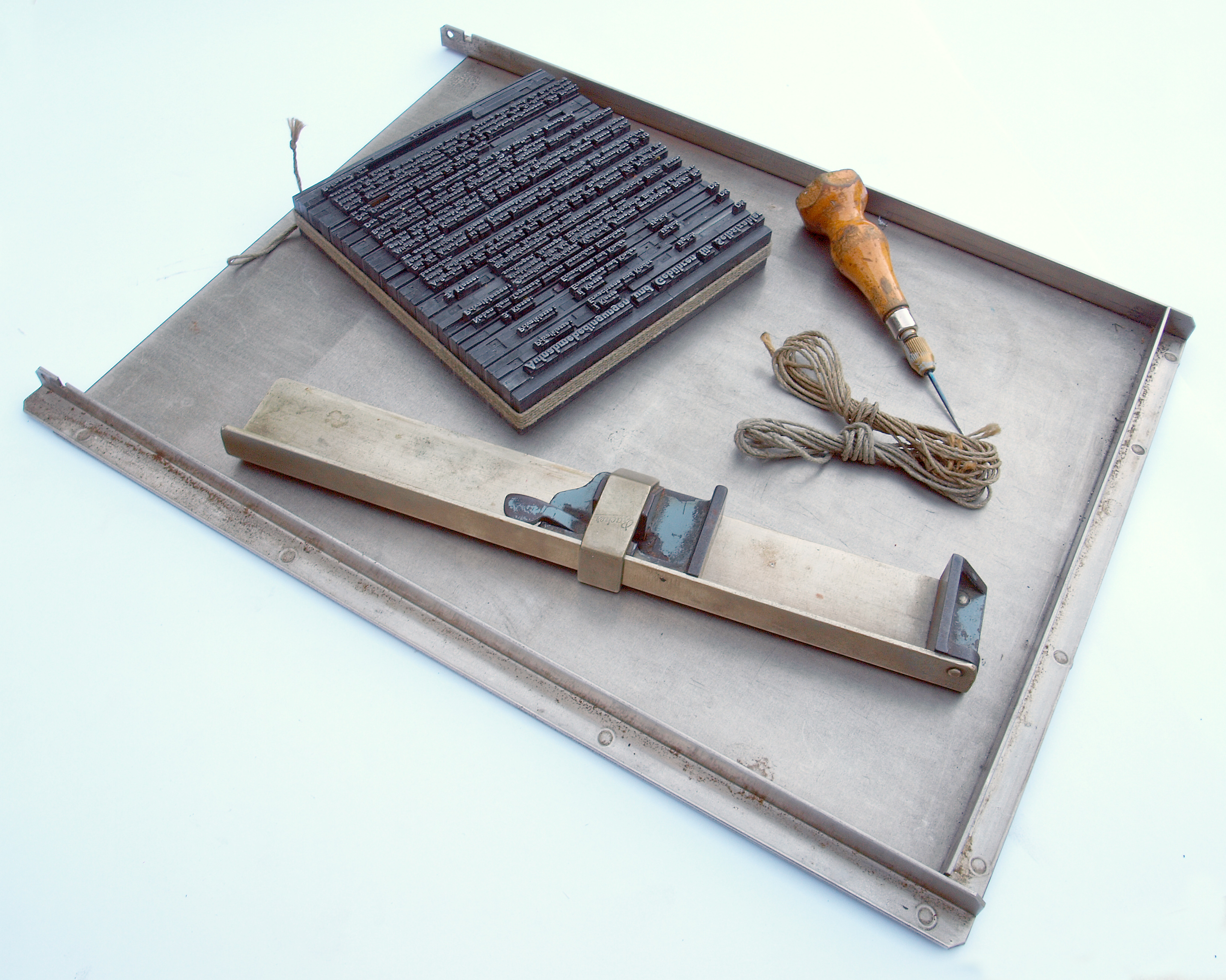
Matériel du typographe : sur une galée, un bloc composé, la ficelle pour lier le bloc et le composteur.

Le typographe se sert d’un composteur sur lequel il aligne les caractères, lus à l’envers, de gauche à droite, piochés dans une boîte en bois appelée casse. Les caractères du haut de la casse sont appelés les capitales et ceux du bas les bas-de-casse, ou minuscules. Le composteur permet d’assurer la justification de la ligne, c’est-à-dire sa longueur. Entre chaque mot, on insère une espace et on complète en insérant dans certains cas des espaces fines entre les lettres afin d’en parfaire la justification.
Une fois les lignes composées, on les place sur une galée, maintenue en biais. Ces lignes sont attachées avec plusieurs tours de ficelle afin de rendre solidaire l’ensemble et le déplacer plus facilement. Ce bloc de lignes, appelé composition, est calé dans un châssis en fonte à l’aide de coins en bois dans un premier temps, et par la suite avec des noix de serrage. Ensuite, le typographe peut insérer près du texte des filets, des espaces vides (appelés blancs), des ornements typographiques ou des clichés provenant de la photogravure. Le châssis est ensuite fixé sur une presse typographique.
Des ateliers de typographie permettent encore de réaliser certains travaux en petite quantité (cartes de visite, papier à lettres, faire-part) à moindre coût, ainsi que la découpe, le rainage, la dorure et l’embossage.

### Composition automatisée
La typographie a été ensuite automatisée avec la Monotype et la Linotype, semi-automatisée avec la Ludlow Typograph qui permettaient de fondre directement les lettres ou des lignes composées d’un seul tenant.